# Baltimore Orioles
Baltimore Orioles er et amerikansk baseballhold fra Baltimore, Maryland, der spiller i MLB-ligaen. Orioles hører hjemme i Eastern Division i American League, og spiller deres hjemmekampe på Orioles Park at Camden Yards. Klubbens navn stammer fra baltimoretrupialen, der er en almindeligt forekommende fugl i området.

## Historie
Orioles blev stiftet i 1901 i Milwaukee under navnet Milwaukee Brewers (ikke at forveksle med det nuværende MLB-hold Milwaukee Brewers), men allerede året efter flyttede holdet til St. Louis, Missouri, hvor det frem til 1953 spillede under navnet St. Louis Browns. I 1954 rykkede holdet østpå til Baltimore, hvor det siden har spillet under det nuværende navn. 
Orioles har tre gange, i 1966, 1970 og 1983 vundet World Series, finalen i MLB-ligaen. Derudover har man fire gange været den tabende finalist.